# Monte Mongioie
Il Monte Mongioie (2.631 m s.l.m.  - detta una volta Cima della Rascaira e, localmente Mungiòia) è una montagna delle Alpi Liguri nella sottosezione delle Alpi del Marguareis. Trovandosi ad est della Punta Marguareis, che è collocato dal 1947 sulla linea di confine italo/francese, il monte Mongioie ricade interamente in territorio italiano (Provincia di Cuneo). È la seconda vetta delle Alpi Liguri, dopo la Punta Marguareis.

## Caratteristiche

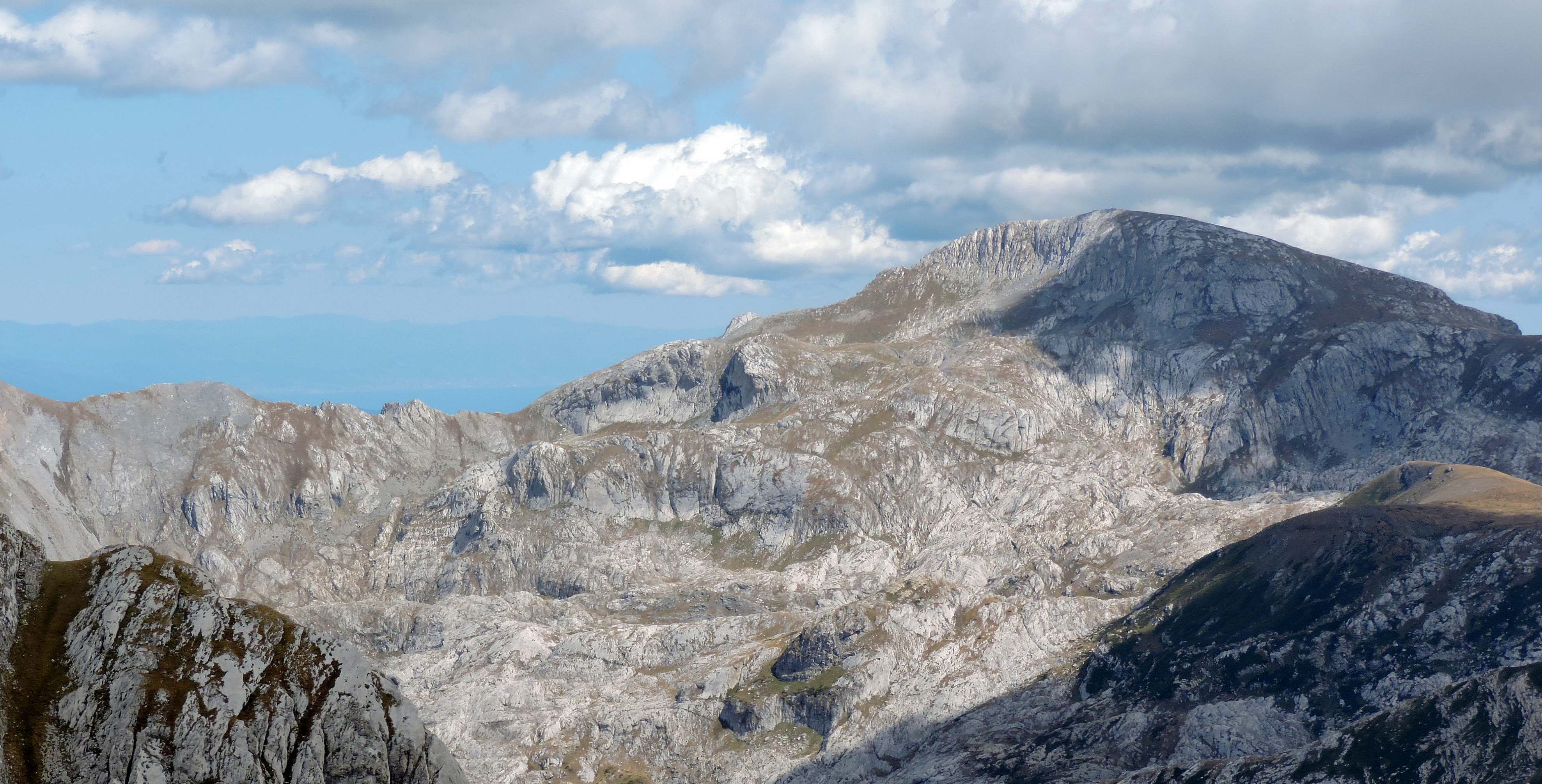
Vista da Pian Comune

Si tratta di un imponente massiccio calcareo, la cui vetta si trova nel punto di unione dei territori comunali di Ormea, Roccaforte Mondovì. Si trova sullo spartiacque principale tra la val Tanaro e le valli del monregalese - in particolare, il suo versante nord-occidentale scende sulla valle Ellero, il versante nord-occidentale dà sulla val Corsaglia. mentre il versante meridionale dà sulla val Tanaro. Dalla vetta diramano tre creste principali:
- la cresta sud-ovest prosegue verso le rocche del Garbo, con pareti piuttosto scoscese sul versante della val Tanaro ed un pendio più regolare sul versante della valle Ellero
- la cresta est prosegue verso il passo del Bocchino dell'Aseo e la cima Revelli
- la cresta nord prosegue verso la Cima della Brignola per poi digradare verso la pianura

Il diedro compreso tra le creste est e nord è caratterizzato da pareti a picco.
La sommità e la parte occidentale sono costituite da calcari marmorei e tabulari del Giurassico; ad est affiorano anche calcari dolomitici del Triassico, grigiastri, localizzati in una fascia orientata nord-sud che passa in corrispondenza del Bocchino dell'Aseo. Sulle pareti subverticali in prossimità della vetta e sulla cresta sud-ovest affiorano calcari scistosi nerastri, dolomie grigie a grana fine e scisti rossi e gialli.
In passato la montagna era nota anche con il nome di Cima Rascaira, ed è questa la denominazione ufficiale che compare nella carta del Regno di Sardegna del 1852. Viene utilizzata anche la denominazione Raschera. La prominenza topografica della montagna è di 476 metri, ed il suo punto di minimo è costituito dal Passo delle Saline.
Per la sua posizione favorevole, dalla vetta si può godere di un'ottima visuale su tutto l'arco alpino occidentale.

## Salita alla vetta
La via normale è un percorso di tipo escursionistico, valutato come E. È possibile salire sulla vetta partendo da Viozene (frazione di Ormea) in alta valle Tanaro. Da Viozene si raggiunge la località Pian Rosso, dove sorge il rifugio Mongioie (1.555 m); si prosegue quindi per mulattiera fino al Pian dell'Olio, per poi risalire fino al Bocchino dell'Aseo, sullo spartiacque Tanaro-Corsaglia. Da qui si risale per la cresta est fino alla vetta. È possibile effettuare la discesa per la cresta sud-est, che presenta però un itinerario più difficoltoso.

### Accesso invernale

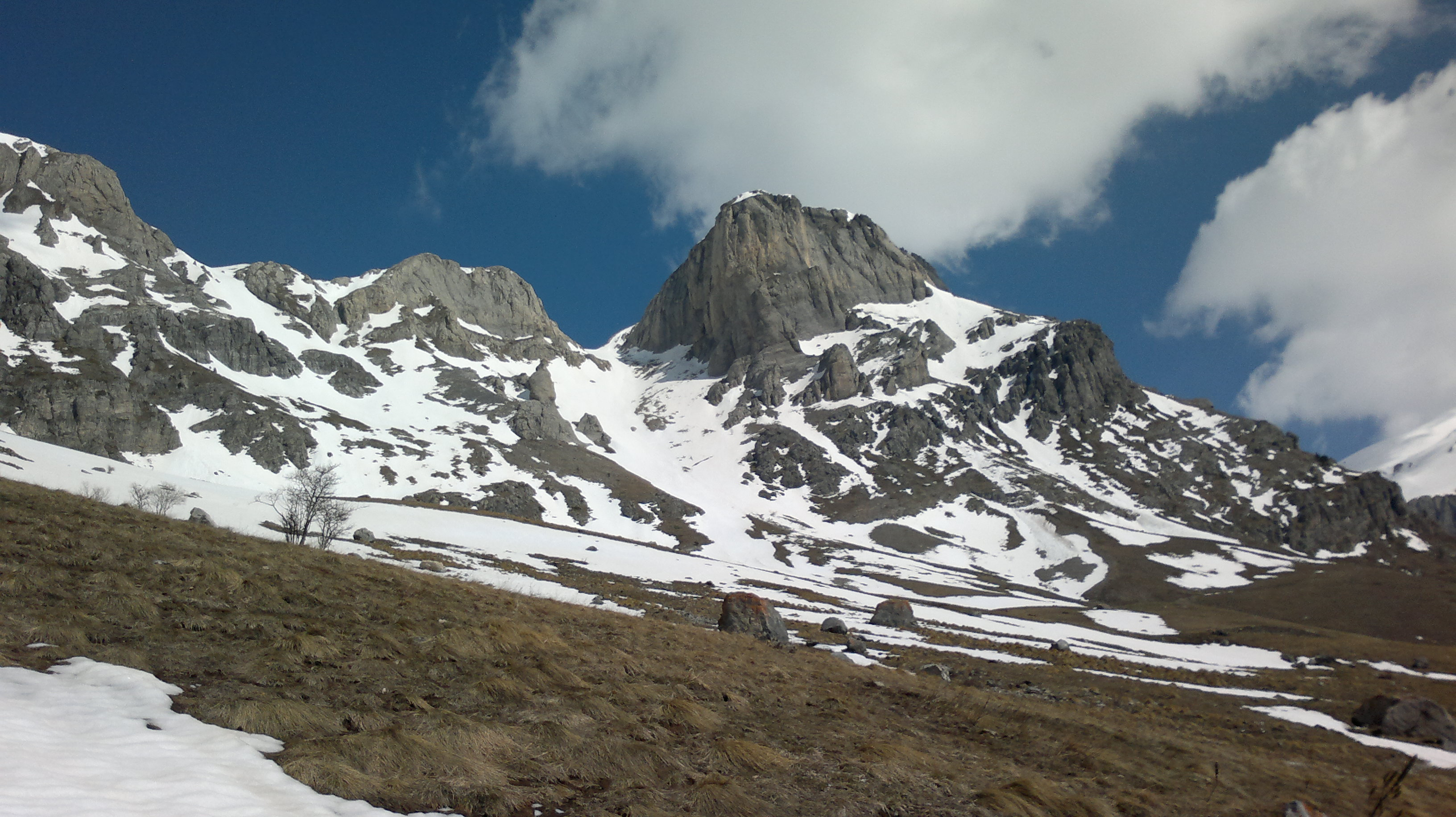
Monte Mongioie. Al centro della foto il Canale delle Scaglie

Il monte Mongioie è meta di diversi percorsi scialpinistici, che partono da località diverse. È possibile accedere alla vetta con gli sci:
- da Bossea, risalendo la val Corsaglia fino al piano Revelli, per poi salire al Bocchino dell'Aseo e raggiungere la vetta per l'itinerario estivo
- da Viozene, passando per il Rifugio Mongioie e risalendo poi il canale delle Scaglie
- dalla valle Ellero, passando per il Rifugio Havis De Giorgio e risalendo la valle fino al Bocchino delle Scaglie, da cui si risale per la cresta sud-est fino alla vetta

### Punti d'appoggio
Oltre ai già citati rifugi Mongioie in val Tanaro e Havis De Giorgio in valle Ellero, c'è anche il bivacco Cavarero in val Corsaglia.

## Webcam
Il rifugio Mongioie al momento non è dotato di una webcam. Precedentemente essa inquadrava il monte Mongioie, dandone una visione in tempo reale.